# 스즈키 게이지
스즈키 게이지(일본어: 鈴木 桂治, 1980년 6월 3일~)는 일본의 유도 선수이다. 2004년 하계 올림픽에서 헤비급 금메달을 획득했으며, 세계 선수권 대회에서 금메달 2개를 획득했다.

## 경력
이바라키현 이시게정(현재 조소시의 일부)에서 태어났다. 3세 때 형을 따라 유도를 시작했으며, 고쿠시칸 중학교, 고쿠시칸 고등학교, 고쿠시칸 대학을 졸업했다. 고등학교 시절부터 두각을 드러내 학교 유도부 에이스 역할을 했으며, 1998년 청소년 국가대표로 발탁되어 같은 해 10월에 콜롬비아 칼리에서 열린 1998년 세계 주니어 선수권 대회에서 브라질의 하파에우 호샤를 꺾고 금메달을 획득했다.
국제 대회에 여러 번 출전했으나 당시 스즈키는 일본 국내 헤비급에서 이노우에 야스오에게 밀리는 2인자로 인식되었다. 그러나 2004년 전일본 선수권 대회에서 이노우에를 꺾으며 유력한 올림픽 국가대표 후보가 되었다. 같은 해 5월에는 카자흐스탄 알마티에서 열린 2004년 아시아 선수권 대회에서 은메달을 획득했고, 8월에는 그리스 아테네에서 열린 2004년 하계 올림픽에서 러시아의 타메를란 트메노프를 꺾으며 금메달을 획득하였다. 
2010년 9월 도쿄 요요기에서 열린 2010년 세계 선수권 대회 헤비급 부문에서 첫 상대인 폴란드의 야누시 보이나로비치에게 한판승을 내주며 탈락했다. 같은 대회의 무제한급에서는 대표팀 동료인 가미카와 다이키와 프랑스의 테디 리네르의 뒤를 이어 다치야마 히로키와 함께 동메달을 획득했다.
2012년 2월에는 뒤셀도르프 그랑프리에서 대한민국의 조구함과 함께 동메달을 획득했으며 같은 해 4월 전일본 유도 선수권 대회 준결승전에서 어깨가 탈구되는 부상을 입으며 2012년 하계 올림픽 국가대표 선발에서 탈락하자 모교인 고쿠시칸 대학 코치직 취임 동시에 현역 은퇴를 선언했다.
2021년 9월에는 일본 국가대표팀 감독으로 취임했다.